# ホルヘ・マリオ・オルギン
ホルヘ・マリオ・オルギン（Jorge Mario Olguín, 1952年5月17日 - ）はアルゼンチン出身の元同国代表サッカー選手、指導者。現役時代のポジションはディフェンダー、右サイドバック。ロングパスで決定期を生み出すなど、ゲームメーカーの役割を担うこともあり、スマートなプレーぶりから、アルヘンティノスのチームメートからベッケンバウアーと呼ばれていた。
1978年、地元で開催されたアルゼンチンW杯に代表として全7試合に出場し、優勝に貢献した、1982 FIFAワールドカップにも出場した。クラブでは1985年にはアルヘンティノスでリベルタドーレスカップ優勝に貢献した。
1995年当時JFL所属の福岡ブルックス（現アビスパ福岡）の監督に就任。チームをJリーグ昇格に導いたにもかかわらず、チームからは契約延長されず解任された。

## タイトル

### 選手時代
CAサン・ロレンソ・デ・アルマグロ
- メトロポリターノ・チャンピオンシップ：1回（1972）
- ナシオナル・チャンピオンシップ：2回（1972、1974）

CAインデペンディエンテ
- メトロポリターノ・チャンピオンシップ：1回（1983）

AAアルヘンティノス・ジュニアーズ
- メトロポリターノ・チャンピオンシップ：1回（1984）
- ナシオナル・チャンピオンシップ：1回（1985）
- コパ・リベルタドーレス：1回（1985）
- コパ・インテルアメリカーナ：1回（1986）

アルゼンチン代表
- FIFAワールドカップ：1回（1978）